# Sielenniach
Sielenniach – rzeka w azjatyckiej części Rosji, w Jakucji; lewy dopływ Indygirki. Długość 796 km (od źródeł Chargy-Sałaa 841 km); powierzchnia dorzecza 30 800 km²; średni roczny przepływ przy ujściu ok. 180 m³/s.
Powstaje z połączenia rzek Niamnia i Chargy-Sałaa w Górach Czerskiego; płynie szeroką doliną w kierunku południowo-wschodnim, następnie w kierunku wschodnim po Nizinie Abyjskiej; w dorzeczu liczne jeziora.
Zamarza od października do maja; zasilanie śniegowo-deszczowe.